# Batalha de Navas de Tolosa
A Batalha de Las Navas de Tolosa, conhecida na história islâmica como Batalha de Al-Uqab (معركة العقاب), ocorreu em 16 de julho de 1212 e foi um ponto de virada importante na Reconquista e na história medieval da Espanha. As forças cristãs do rei Afonso VIII de Castela uniram-se aos exércitos de seus rivais, Sancho VII de Navarra e Pedro II de Aragão, na luta contra os governantes muçulmanos almóadas do sul da Península Ibérica. O califa Anácer (miramolim nas crônicas espanholas) liderava o exército almóada, composto por pessoas de todo o Califado Almóada.
Navas de Tolosa (também chamada de Las Navas) é uma localidade no sul da Espanha, pertencente ao município de La Carolina, na província de Jaén, na parte oriental da região da Serra Morena, a cerca de 15 quilômetros (9,3 mi) da fronteira com a província de Ciudad Real.

## Contexto
Em 1195, os almóadas derrotaram Afonso VIII de Castela na Batalha de Alarcos. Após essa vitória, o Reino de Leão e o Reino de Navarra aliaram-se aos almóadas e atacaram Castela, iniciando a Guerra Castelhano-Leonesa (1196–1197). Durante esses anos, Iacube Almançor atacou várias cidades importantes: Toledo, Trujillo, Plasencia, Talavera, Cuenca, Guadalajara, Madri, Uclés e outras. No entanto, ele assinou uma trégua de dez anos com Afonso VIII em 1197.
Em 1211, Maomé Anácer cruzou o Estreito de Gibraltar com um poderoso exército, invadiu território cristão e capturou o Castelo de Salvatierra, reduto dos cavaleiros da Ordem de Calatrava. A ameaça aos reinos cristãos hispânicos era tão grande que o Papa Inocêncio III conclamou os cavaleiros cristãos para uma cruzada.

## Movimentos anteriores
Houve alguns desacordos entre os membros da coalizão cristã; especialmente, os cavaleiros da França e de outras partes da Europa não concordaram com o tratamento misericordioso de Afonso aos judeus e muçulmanos derrotados na conquista de Malagón e Calatrava la Vieja. Anteriormente, esses mesmos cavaleiros causaram problemas em Toledo, onde os exércitos cruzados se reuniram, com saques e assassinatos no bairro judeu.

## Batalha
Afonso atravessou a cordilheira que defendia o acampamento almóada, passando pelo desfiladeiro de Despeñaperros, guiado por Martín Alhaja, um pastor local conhecedor da região. Em 16 de julho de 1212, a coalizão cristã surpreendeu o exército mouro acampado, e Alhaja recebeu o título hereditário de Cabeza de Vaca por sua ajuda a Afonso VIII.
A batalha foi travada a curta distância, impossibilitando o uso de arqueiros. Os cavaleiros espanhóis, em combate corpo a corpo, mostraram-se superiores aos almóadas.

Eles atacaram, lutando entre si, corpo a corpo, com lanças, espadas e machados de batalha; não havia espaço para arqueiros. Os cristãos avançaram. – (Crônica Latina dos Reis de Castela)
Alguns cavaleiros espanhóis, especialmente da Ordem de Santiago, romperam decisivamente a linha de defesa almóada, causando grandes baixas. Isso abriu brechas nas linhas inimigas. O rei Sancho VII aproveitou e conduziu sua cavalaria diretamente ao acampamento do califa.
O califa estava protegido por uma guarda pessoal de guerreiros escravizados de origem africana. Antigamente dizia-se que eles estavam acorrentados, mas hoje acredita-se que isso se deve a uma má tradução da palavra "serried", que significa "formação compacta". As forças navarras lideradas por Sancho VII romperam essa defesa. O califa conseguiu escapar, mas os mouros foram derrotados com pesadas perdas. Os cristãos vitoriosos tomaram como espólio a tenda e o estandarte de Maomé Anácer, que foram enviados ao Papa Inocêncio III.
As perdas cristãs foram bem menores, cerca de 2 000 homens (embora a lenda afirme que foram ainda menos). Destacam-se as baixas nas ordens militares: morreram Pedro Gómez de Acevedo (porta-estandarte da Ordem de Calatrava), Álvaro Fernández de Valladares (comendador da Ordem de Santiago), Pedro Arias (mestre da Ordem de Santiago, que faleceu em 3 de agosto devido aos ferimentos), e Gomes Ramires (mestre português dos Cavaleiros Templários e também mestre em Leão, Castela e Portugal); Ruy Díaz (mestre da Ordem de Calatrava) ficou gravemente ferido e teve de renunciar ao cargo.
Maomé Anácer não superou a derrota: retirou-se a Marraquexe e isolou-se em seu palácio até morrer, um ano depois.

## Consequências
A derrota almóada acelerou o declínio do seu império tanto na Península Ibérica quanto no Magrebe. Isso impulsionou a Reconquista cristã e enfraqueceu ainda mais o domínio muçulmano na região. Pouco depois da batalha, os castelhanos tomaram Baeza e conquistaram Úbeda, importantes cidades fortificadas perto do campo de batalha, abrindo caminho para a invasão da Andaluzia.
De acordo com carta de Afonso VIII ao Papa Inocêncio III, Baeza foi evacuada e sua população movida para Úbeda; Afonso sitiou a cidade, matando 60 000 muçulmanos e escravizando muitos outros. Segundo a Chronica latina regum Castellae, o número foi de quase 100 000 sarracenos, incluindo mulheres e crianças, capturados.
Posteriormente, o neto de Afonso VIII, Fernando III de Castela, conquistou Córdova em 1236, Jaén em 1246 e Sevilha em 1248; depois tomou Arcos, Medina-Sidonia, Jerez e Cádis. Em 1252, Fernando preparava uma expedição para invadir a África almóada, mas morreu em Sevilha em 30 de maio de 1252, durante um surto de peste na Hispânia meridional. Sua morte impediu os castelhanos de levarem a guerra ao litoral mediterrânico.
Jaime I de Aragão conquistou as Ilhas Baleares (entre 1228 e 1232) e Valência, que capitulou em 28 de setembro de 1238.
Em 1252, o Califado Almóada estava praticamente destruído, à mercê de uma nova potência berbere. Em 1269, os Merínidas, uma confederação de tribos berberes, assumiram o controle do que é hoje o Marrocos. Posteriormente, tentaram recuperar os antigos territórios almóadas na Península Ibérica, mas foram derrotados definitivamente por Afonso XI de Castela e Afonso IV de Portugal na Batalha do Salado, o último grande confronto militar entre exércitos cristãos e muçulmanos na Hispânia. Assim, a batalha de Las Navas de Tolosa foi de fato um divisor de águas na história da região, inclusive no contexto do Mar Mediterrâneo Ocidental.

### Granada moura
Em 1292, Sancho IV tomou Tarifa, chave para o controle do Estreito de Gibraltar. Granada, Almeria e Málaga foram as últimas grandes cidades muçulmanas remanescentes na Península Ibérica. Essas três cidades formavam o núcleo do Emirado de Granada, governado pelos nacéridas. Granada tornou-se um estado vassalo da Coroa de Castela, até ser finalmente conquistada pelos Reis Católicos em 1492.

### Na ficção
O romance de história alternativa e ficção científica de Harry Harrison, Tunnel Through the Deeps (1972), descreve um cenário em que os mouros venceram em Las Navas de Tolosa e mantiveram parte da Espanha até o século XX.
S.J.A. Turney descreve a batalha em seu romance histórico The Crescent and the Cross.